# Esparragosa de la Serena
Esparragosa de la Serena – gmina w Hiszpanii, w Estremadurze, w prowincji Badajoz. W 2008 roku liczyła 1129 mieszkańców.